# Будущее (деревня)
Бу́дущее — деревня в Бологовском районе Тверской области. Входит в состав Кафтинского сельского поселения.
Расположена к северу от города Бологое (17 км по прямой, 28 км по дорогам), в 7 км к северо-западу от центра поселения деревни Тимково. Стоит на берегу небольшого озера Святое.
Население по переписи 2002 года — 88 человек, 40 мужчин, 48 женщин.

## История
Как населённое место деревня существует с XVI века. В Метрических книгах Котловановской церкви селение упоминается как усадьбище Святое-Поле, на карте Стрельбицкого (1864—1871) — д. Святое.
В 1908 основан винокуренный завод швейцарским гражданином Фолленвейдером Ген. Ген., производительность спирта 11 тонн в год.
В 1909 году в Списке населенных мест Новгородской губернии в Кемецкой волости Валдайского уезда значятся деревня Святое (22 двора, 155 жителей) и усадьба Святое (5 дворов, 30 жителей).
В первые Советские годы деревня Святое была переименована в Будущее, население кроме сельского хозяйства занималось выделкой кож, пошивом обуви, тулупов, полушубков, ткачеством, пошивом одежды, а в бывшем господском кирпичном доме разместился спиртзавод (ранее — винокуренный завод). В годы коллективизации в деревне организовался колхоз «Имени Сталина», но уже в 1931 году деревня Будущее Кемецкого сельского совета вошла в совхоз «Тимково». Отходы спиртзавода являлись отличным кормом для свиней, разведением которых хозяйство занималось. В деревне, помимо спиртзавода, были: начальная школа, детский сад-ясли, клуб, магазин, 2 столовых (колхозная и заводская), пекарня, маслозавод, кирпичный завод (в 2 км).
В годы Великой Отечественной войны, из 130 мобилизованных, на полях сражений погиб 31 житель деревни Будущее.
В 1992 году в деревне было 37 домов и 70 жителей, работали магазин, клуб, фельдшерско-акушерский пункт, молочная ферма совхоза «Тимково».